# Стар-Сіті (Арканзас)
Стар-Сіті (англ. Star City) — місто (англ. city) в США, в окрузі Лінкольн штату Арканзас, адміністративний центр округу. Населення — 2173 особи (2020).

## Географія
Стар-Сіті розташований на висоті 83 метри над рівнем моря за координатами 33°56′26″ пн. ш. 91°50′25″ зх. д. / 33.94056° пн. ш. 91.84028° зх. д. (33.940574, -91.840238).  За даними Бюро перепису населення США в 2010 році місто мало площу 12,27 км², уся площа — суходіл.

## Демографія
Згідно з переписом 2010 року, у місті мешкали 2274 особи в 846 домогосподарствах у складі 571 родини. Густота населення становила 185 осіб/км².  Було 976 помешкань (80/км²). 
Расовий склад населення:
| - 75,0 % — білих - 22,4 % — чорних або афроамериканців - 0,7 % — корінних американців - 0,2 % — азіатів |

До двох чи більше рас належало 1,4 %. Іспаномовні складали 0,9 % від усіх жителів.
За віковим діапазоном населення розподілялося таким чином: 26,7 % — особи молодші 18 років, 55,0 % — особи у віці 18—64 років, 18,3 % — особи у віці 65 років та старші. Медіана віку мешканця становила 38,8 року. На 100 осіб жіночої статі у місті припадало 80,8 чоловіків;  на 100 жінок у віці від 18 років та старших — 74,6 чоловіків також старших 18 років.
Середній дохід на одне домашнє господарство  становив 50 484 долари США (медіана — 23 958), а середній дохід на одну сім'ю — 59 210 доларів (медіана — 36 563). За межею бідності перебувало 31,7 % осіб, у тому числі 43,4 % дітей у віці до 18 років та 20,3 % осіб у віці 65 років та старших.
Цивільне працевлаштоване населення становило 783 особи. Основні галузі зайнятості: освіта, охорона здоров'я та соціальна допомога — 33,3 %, виробництво — 11,1 %, будівництво — 9,7 %, публічна адміністрація — 9,1 %.
За даними перепису населення 2000 року в Стар-Сіті проживала 2471 особа, 603 родини, налічувалося 875 домашніх господарств і 972 житлових будинки. Середня густота населення становила близько 226,7 осіб на один квадратний кілометр. Расовий склад Стар-Сіті за даними перепису розподілився таким чином: 76,93 % білих, 21,08 % — чорних або афроамериканців, 0,61 % — корінних американців, 0,77 % — представників змішаних рас, 0,04 % — інших народів. Іспаномовні склали 1,21 % від усіх жителів міста.
З 875 домашніх господарств в 37,4 % — виховували дітей віком до 18 років, 46,5 % представляли собою подружні пари, які спільно проживали, в 18,6 % сімей жінки проживали без чоловіків, 31,0 % не мали сімей. 28,8 % від загального числа сімей на момент перепису жили самостійно, при цьому 15,8 % склали самотні літні люди у віці 65 років та старше. Середній розмір домашнього господарства склав 2,52 особи, а середній розмір родини — 3,10 особи.
Населення міста за віковою діапазону по даними переписом 2000 року розподілилося таким чином: 27,0 % — жителі молодше 18 років, 7,9 % — між 18 і 24 роками, 24,8 % — від 25 до 44 років, 17,5 % — від 45 до 64 років і 22,9 % — у віці 65 років та старше. Середній вік мешканця склав 38 років. На кожні 100 жінок в Стар-Сіті припадало 75,4 чоловіків, у віці від 18 років та старше — 69,8 чоловіків також старше 18 років.
Середній дохід на одне домашнє господарство в місті склав 32 197 доларів США, а середній дохід на одну сім'ю — 40 156 доларів. При цьому чоловіки мали середній дохід в 34 107 доларів США на рік проти 19 630 доларів середньорічного доходу у жінок. Дохід на душу населення в місті склав 13 998 доларів на рік. 15,9 % від усього числа сімей в населеному пункті і 18,2 % від усієї чисельності населення перебувало на момент перепису населення за межею бідності, при цьому 27,0 % з них були молодші 18 років і 11,8 % — у віці 65 років та старше.